# Foch (R99)
El Foch (R99) fue un portaviones francés de la Clase Clemenceau, clase que tomó su nombre del otro único buque que la había constituido, el Clemenceau (R98). Ambos buques fueron los primeros portaviones de Francia en haber sido construidos y completados después de haber sido diseñados como tales desde el principio (el Clemenceau en 1957 y el Foch en 1959). Años antes los primeros portaviones de Francia en ser concebidos como tales habían sido los de la clase Joffre, el Joffre y el Painlevé, cuyas quillas fueron puestas en grada respectivamente en 1938 y 1939, pero la construcción de ambos tuvo que ser abandonada cuando Alemania invadió Francia en 1940. Fue pues durante la segunda mitad del siglo XX cuando Francia pudo dotarse de portaviones de concepción original.
El Clemenceau fue dado de baja en 1998 y desguazado en 2006. En cambio, tras ser dado de baja por Francia en el año 2000, el Foch fue vendido en ese mismo año a la Armada de Brasil, quien lo rebautizó como São Paulo (A-12), atribuyéndole además la función de buque insignia de su flota.

## Historial
El Foch fue construido por los astilleros Chantiers Atlantique en Saint-Nazaire y completado en Brest. Su quilla fue puesta en grada en febrero de 1957, fue botado en julio de 1959 y cuando estaba completado hasta la cubierta de hangares fue enviado a Brest para su terminación. 
Terminado el 15 de julio de 1963, fue modernizado entre julio de 1980 y diciembre de 1981 en la que se le dio capacidad para operar con aviones Super Étendard y armas nucleares, y otra en la que se le incorporaron nuevos sistemas defensivos, se mejoraron los ascensores, catapultas, calderas y se le retiraron los cañones de 100 mm entre 1987 y 1988. 
Pasó a reserva en noviembre de 2000 y fue transferido a Brasil en esa misma fecha por 12 millones de dólares para sustituir al veterano NAeL Minas Gerais de clase Colossus.

## Nombres
- Foch: Recibió su primer nombre en honor al Mariscal de Francia Ferdinand Foch, que se distinguió con el ejército francés en la Primera Guerra Mundial.

- São Paulo: Recibe su segundo nombre en honor al estado brasileño de São Paulo.